# Somme des chiffres

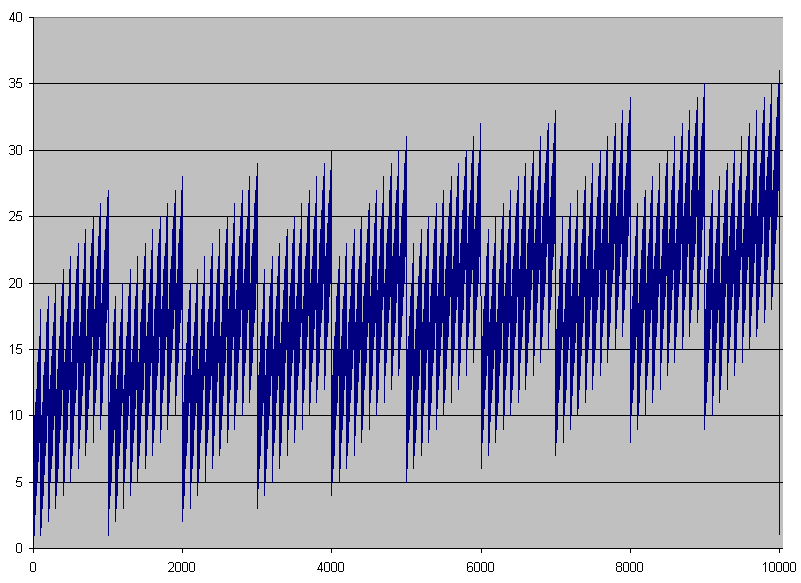
Somme des chiffres des nombres de 0 à 10 000

En mathématiques, la somme des chiffres d'un entier naturel dans une base numérique donnée est la somme de tous ses chiffres. Par exemple, la somme des chiffres de {\displaystyle 9045} en base 10 est {\displaystyle 9+0+4+5=18} .

## Définition
La fonction qui à un nombre entier naturel {\displaystyle n} fait correspondre la somme de ses chiffres en base {\displaystyle b\geqslant 2} est la fonction {\displaystyle F_{b}:\mathbb {N} \rightarrow \mathbb {N} } définie par la relation :
{\displaystyle F_{b}(n)=\sum _{i=0}^{k-1}d_{i}}
où {\displaystyle k=\lfloor \log _{b}{n}\rfloor +1} est le nombre de chiffres du nombre en base {\displaystyle b} et
{\displaystyle d_{i}={\frac {n{\bmod {b^{i+1}}}-n{\bmod {b}}^{i}}{b^{i}}}}
est la valeur du {\displaystyle i+1}ème chiffre du nombre (c'est-à-dire le chiffre associé à la puissance {\displaystyle b^{i}} dans la représentation de {\displaystyle n} en base {\displaystyle b}) .
Par exemple, en base 10, la somme des chiffres de 84001 est {\displaystyle F_{10}(84001)=8+4+0+0+1=13} .
Pour deux bases quelconques {\displaystyle 2\leq b_{1}<b_{2}} et pour des nombres naturels suffisamment grands {\displaystyle n} ,
{\displaystyle \sum _{k=0}^{n}F_{b_{1}}(k)<\sum _{k=0}^{n}F_{b_{2}}(k)} .
La somme des chiffres en base 10 des entiers 0, 1, 2, ... est donnée par la suite  A007953 de l'Encyclopédie en ligne des suites de nombres entiers. Borwein & Borwein utilisent la fonction génératrice de cette suite d'entiers (et de la suite analogue pour les sommes des chiffres binaires) pour obtenir plusieurs séries rapidement convergentes avec des sommes rationnelles et transcendantes.

## Extension aux entiers négatifs
La somme des chiffres peut être étendue aux nombres entiers négatifs en utilisant une représentation en chiffres signés pour représenter chaque nombre entier.

## Applications
Le concept de somme de chiffres décimaux est étroitement lié, mais pas identique, à la racine numérique, qui est le résultat de l'application répétée de l'opération de somme de chiffres jusqu'à ce que la valeur restante ne soit qu'un seul chiffre. La racine numérique de tout entier non nul sera un nombre compris entre 1 et 9, tandis que la somme des chiffres peut prendre n'importe quelle valeur. Les sommes de chiffres et les racines numériques peuvent être utilisées pour des tests de divisibilité rapides : un nombre naturel est divisible par 3 ou 9 si et seulement si sa somme de chiffres (ou racine numérique) est divisible par 3 ou 9, respectivement. Pour la divisibilité par 9, ce test s'appelle la règle des neuf est à la base de la technique d'élimination des neuf pour vérifier les calculs.
Les sommes numériques sont également un ingrédient courant dans les algorithmes de somme de contrôle pour vérifier les opérations arithmétiques des premiers ordinateurs. Plus tôt, à l'ère du calcul manuel, Edgeworth a suggéré d'utiliser des sommes de 50 chiffres tirées de tables mathématiques de logarithmes comme forme de générateur de nombres aléatoires; si l'on suppose que chaque chiffre est aléatoire, alors par le théorème central limite, ces sommes de chiffres auront une distribution aléatoire se rapprochant étroitement d'une distribution gaussienne. 
La somme numérique de la représentation binaire d'un nombre est connue sous le nom de Hamming weight ou nombre de population; des algorithmes pour effectuer cette opération ont été étudiés, et il a été inclus comme une opération intégrée dans certaines architectures informatiques et certains langages de programmation. Ces opérations sont utilisées dans des applications informatiques, notamment la cryptographie, la théorie du codage et les échecs informatiques
Les nombres de Harshad sont définis en termes de divisibilité par leurs sommes de chiffres, et les nombres de Smith sont définis par l'égalité de leurs sommes de chiffres avec les sommes de chiffres de leurs factorisations premières.